# Мил Крик (Западна Вирџинија)
Мил Крик (енгл. Mill Creek) град је у америчкој савезној држави Западна Вирџинија.

## Демографија
По попису из 2010. године број становника је 724, што је 62 (9,4%) становника више него 2000. године.
| Група             | 2000.       | 2010.       |
| Белци             | 658 (99,4%) | 711 (98,2%) |
| Афроамериканци    | 0 (0,0%)    | 1 (0,1%)    |
| Азијати           | 0 (0,0%)    | 1 (0,1%)    |
| Хиспаноамериканци | 4 (0,6%)    | 4 (0,6%)    |
| Укупно            | 662         | 724         |